# Karin Hoff
Karin Hoff (* 1963 in Bad Neuenahr) ist eine deutsche Skandinavistin.

## Leben
Sie studierte Germanistik, Skandinavistik und Geschichte an den Universitäten Bonn und Växjö (1989 Magisterexamen). Nach der Promotion 1993 war sie von 1993 bis 1994 Lektorin für Deutsche Literatur an der Universität Växjö. Von 1994 bis 2000 war sie Hochschulassistentin am Nordischen Institut der Universität Kiel. Nach der Habilitation 2000 war sie von 2001 bis 2004 wissenschaftliche Oberassistentin an der Universität Kiel. Von 2004 bis 2007 lehrte sie als außerordentliche Professorin an der Skandinavistischen Abteilung der Universität Bonn. Vom Wintersemester 2007 bis 2020 war sie Direktorin des Skandinavischen Seminars der Universität Göttingen, seit 2020 ist sie Professorin für Neuere Skandinavische Literaturwissenschaft am ISFAS der CAU Kiel und seit 2021 dort auch Leiterin des Instituts.
Ihre Forschungsschwerpunkte sind skandinavische Literatur des 18. Jahrhunderts und der Moderne, skandinavisches Drama und Theater, Kulturtransfer und intermediale Grenzüberschreitungen.

## Schriften (Auswahl)
- Vier Autoren suchen einen Roman. Debatte, Dialog und poetischer Diskurs in der schwedischen Prosaliteratur der 1980er Jahre. Frankfurt am Main 1993, ISBN 3-631-46688-9.
- Die Entdeckung der Zwischenräume. Literarische Projekte der Spätaufklärung zwischen Skandinavien und Deutschland. Göttingen 2003, ISBN 3-89244-703-9.
- als Herausgeberin mit Per Øhrgaard und Udo Schöning: Kulturelle Dreiecksbeziehungen. Aspekte der Kulturvermittlung zwischen Frankreich, Deutschland und Dänemark in der ersten Hälfte des 19. Jahrhunderts. Würzburg 2013, ISBN 3-8260-5038-X.
- als Herausgeberin mit Anna Sandberg und Udo Schöning: Literarische Transnationalität. Kulturelle Dreiecksbeziehungen zwischen Skandinavien, Deutschland und Frankreich im 19. Jahrhundert. Würzburg 2015, ISBN 3-8260-5416-4.
- Aufklärung (1720–1800). In Jürg Glauser (Hrsg.): Skandinavische Literaturgeschichte. 2. Aufl. Metzler, Stuttgart 2016, S. 80–132, ISBN 978-3-476-02454-1.
- Varianten der Moderne. Studien zu August Strindbergs Dramatik. Königshausen & Neumann, Würzburg 2024, ISBN 978-3-8260-7770-8.